# Gunnar von Bahr
Gunnar Otto August von Bahr, född 14 november 1907 i Göteborg, död 15 december 1997 i Gottsunda, var en svensk oftalmolog och överläkare. Han var 1952–1974 professor i oftalmiatrik vid Uppsala universitet.
Bahr blev 1934 medicine licentiat, 1936 medicine doktor med avhandlingen Studies on the aetiology and pathogenesis of caracta zonularis, 1938 docent oftalmiatrik och 1952 professor i samma ämne vid Uppsala universitet och samtidigt överläkare vid oftalmiatriska avdelningen vid Akademiska sjukhuset. Gunnar von Bahr är begravd på Uppsala gamla kyrkogård.

## Utmärkelser
- Kommendör av Nordstjärneorden, 16 november 1970.[7]